# Răbăgani
Răbăgani est une commune roumaine du județ de Bihor, en Transylvanie, dans la région historique de la Crișana et dans la région de développement Nord-Ouest.

## Géographie
La commune de Răbăgani est située dans le sud-est du județ, dans la dépression de Beiuș, à 15 km au nord-ouest de Beiuș et à 48 km au sud-est d'Oradea, le chef-lieu du județ.
La municipalité est composée des six villages suivants, nom hongrois, (population en 2002) :
- Albești, Fehérlak (334) ;
- Brătești (149) ;
- Răbăgani, Robogány (647), siège de la commune ;
- Săucani, Szokány (547) ;
- Săliște de Pomezeu, Papmezőszeliste (154) ;
- Vărășeni, Veresfalva (467).

## Histoire
La première mention écrite du village de Răbăgani date de 1552 sous le nom de Rebeghefalwa.
La commune, qui appartenait au royaume de Hongrie, en a donc suivi l'histoire.
Après le compromis de 1867 entre Autrichiens et Hongrois de l'empire d'Autriche, la principauté de Transylvanie disparaît et, en 1876, le royaume de Hongrie est partagé en comitats. Răbăgani intègre le comitat de Bihar (Bihar vármegye).
À la fin de la Première Guerre mondiale, l'Empire austro-hongrois disparaît et la commune rejoint la Grande Roumanie au traité de Trianon.
En 1940, à la suite du deuxième arbitrage de Vienne, elle n'est pas annexée par la Hongrie et reste sous la souveraineté roumaine.

## Politique
| Période                                  | Période  | Identité           | Étiquette | Qualité |
| ---------------------------------------- | -------- | ------------------ | --------- | ------- |
| Les données manquantes sont à compléter. |          |                    |           |         |
| 2004                                     | En cours | Alecsandru Dărăban | PNL       |         |

| Parti | Parti                                      | Sièges |
| ----- | ------------------------------------------ | ------ |
|       | Parti national libéral (PNL)               | 7      |
|       | Parti social-démocrate (PSD)               | 3      |
|       | Alliance des libéraux et démocrates (ALDE) | 1      |

## Religions
En 2002, la composition religieuse de la commune était la suivante :
- Chrétiens orthodoxes, 96,95 % ;
- Baptistes, 1,26 % ;
- Pentecôtistes, 1,21 % ;
- Grecs-Catholiques, 0,43 %.

## Démographie
En 1910, à l'époque austro-hongroise, la commune comptait 2 694 Roumains (97,29 %) et 69 Hongrois (2,49 %).
En 1930, on dénombrait 3 124 Roumains (97,93 %), 15 Hongrois (0,47 %), 18 Juifs (0,56 %) et 31 Roms (0,97 %).
En 2002, la commune comptait 2 165 Roumains (94,21 %), 3 Hongrois (0,13 %) et 130 Roms (5,65 %). On comptait à cette date 773 ménages et 1 021 logements.
| 1880  | 1890  | 1900  | 1910  | 1920  | 1930  | 1941  | 1956  | 1966  |
| ----- | ----- | ----- | ----- | ----- | ----- | ----- | ----- | ----- |
| 2 001 | 2 320 | 2 486 | 2 769 | 2 866 | 3 190 | 3 376 | 3 560 | 3 353 |

| 1977  | 1992  | 2002  | 2007  | - | - | - | - | - |
| ----- | ----- | ----- | ----- | - | - | - | - | - |
| 3 270 | 2 596 | 2 298 | 2 117 | - | - | - | - | - |

## Économie
L'économie de la commune repose sur l'agriculture et l'élevage.

## Communications

### Routes
Răbăgani est située sur la route nationale DN76 (route européenne 79) Oradea-Deva. La route régionale  DJ795 permet de rejoindre Holod à l'ouest.

## Lieux et monuments
- Albești, église orthodoxe datant de 1870[6] ;
- Brătești, église orthodoxe en bois saint Théodore Tiron, classée monument historique, datant de 1740[6] ;
- Săucani, église orthodoxe datant de 1720[6] ;
- Săliște de Pomezeu, église orthodoxe datant de 1812[6] ;
- Vărășeni, église orthodoxe en bois des Trois Saints Hiérarques, classée monument historique, datant de 1743[6].